# Platystictinae
Platystictinae – podrodzina ważek z rodziny Platystictidae.
Początkowo takson ten był definiowany szerzej, jednak w 2014 Dijkstra i współpracownicy na podstawie analiz molekularnych wydzielili część rodzajów w osobną podrodzinę Protostictinae. W nowym ujęciu do Platystictinae należą tylko dwa endemiczne dla Sri Lanki rodzaje:
- Ceylonosticta Fraser, 1931
- Platysticta Selys, 1860